# Paronychioideae
Paronychioideae es una subfamilia de plantas perteneciente a la familia Caryophyllaceae. El género tipo es: Paronychia Mill.

## Tribus
- Corrigioleae
- Paronychieae
- Polycarpeae[2]